# Maurice Vaumousse
Maurice Vaumousse (né à Paris (9e) le 30 octobre 1876 - mort le 25 novembre 1961) est un peintre de l'École de Rouen.

## Biographie
Maurice Vaumousse est l'élève de Joseph Delattre et Philippe Zacharie. Il est violoniste au théâtre des arts et demeure 18 rue Louis-Ricard puis 138 rue Martainville à Rouen.
Il est inhumé à Saint-Aubin-Épinay.

## Distinctions
- Officier d'académie (1932)[1]

## Salons
- 24e exposition de la Société des artistes rouennais, Rouen, 1933
- 39e exposition de la Société des artistes normands, Rouen, 1950